# فولکرای
فولکرای (به فرانسوی: Foulcrey) یک کمون در فرانسه است که در Canton of Réchicourt-le-Château واقع شده‌است.

## خصوصیات
فولکرای ۱۲٫۳۴ کیلومترمربع مساحت و ۱۸۰ نفر جمعیت دارد و ۲۸۳ متر بالاتر از سطح دریا واقع شده‌است.